# Poliskommissarie
Poliskommissarie är en polisiär tjänstegrad i flera länder.

## Sverige

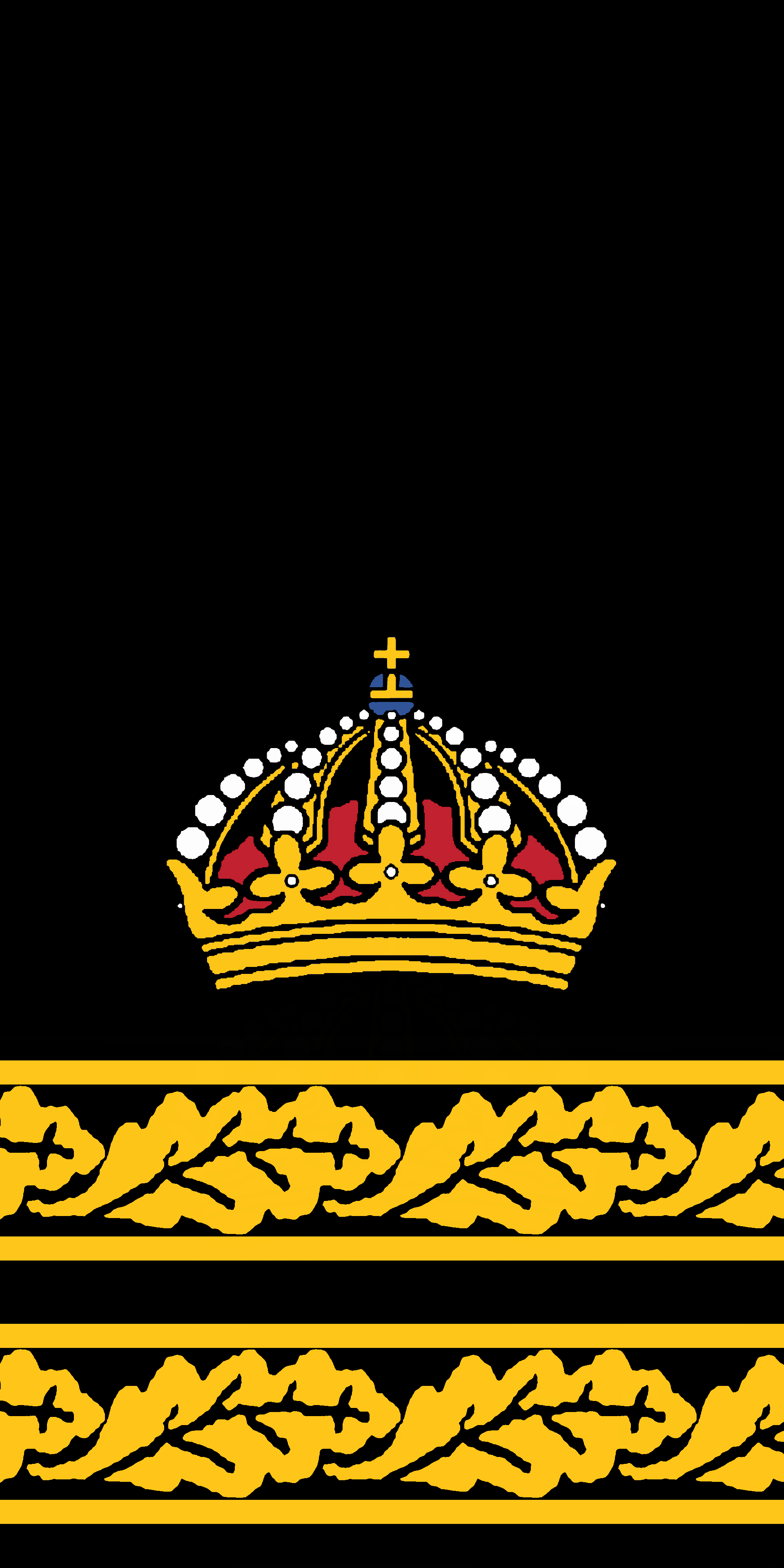
Gradbeteckning för en poliskommissarie.

I Sverige är poliskommissarie en tjänstegrad inom polisen i Sverige (Polismyndigheten och Säkerhetspolisen).
En poliskommissarie har en högre befälsställning än en polisinspektör och ansvar ofta för polisutredningar. 
Poliskommissarie med särskild tjänsteställning utgör en egen tjänstegrad, placerad högre än "vanliga" poliskommissarier i befälsordningen. Gradbeteckningen för poliskommissarie har två eklövsgaloner (17 mm) med en kunglig krona ovanpå och ska inte förväxlas med polischefsgraderna Polisöverintendent/Polismästare som har två ännu tjockare eklövsgaloner (25 mm).

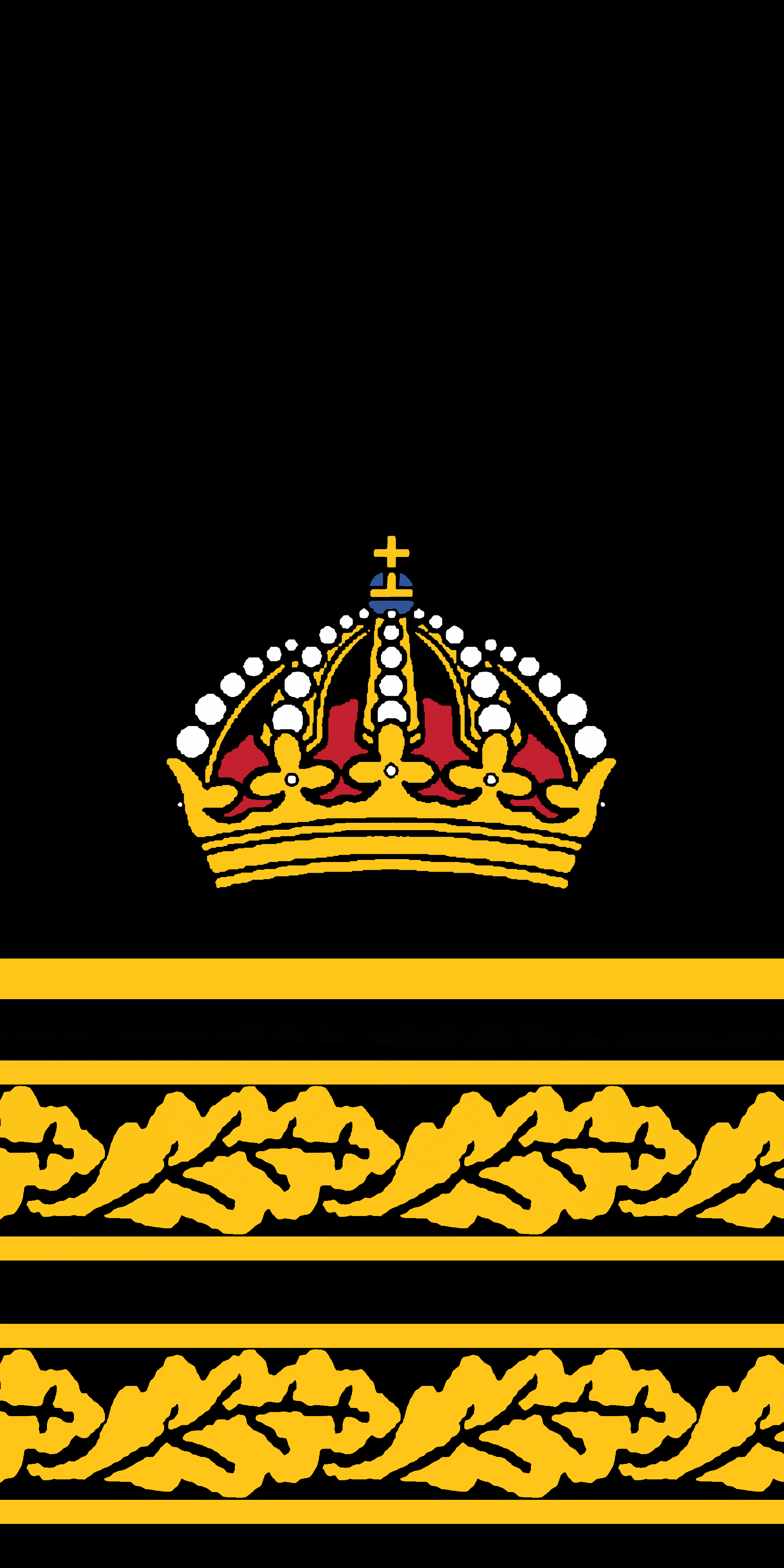
Gradbeteckningen för poliskommissarie med särskild tjänsteställning, t.ex. vakthavande befäl.
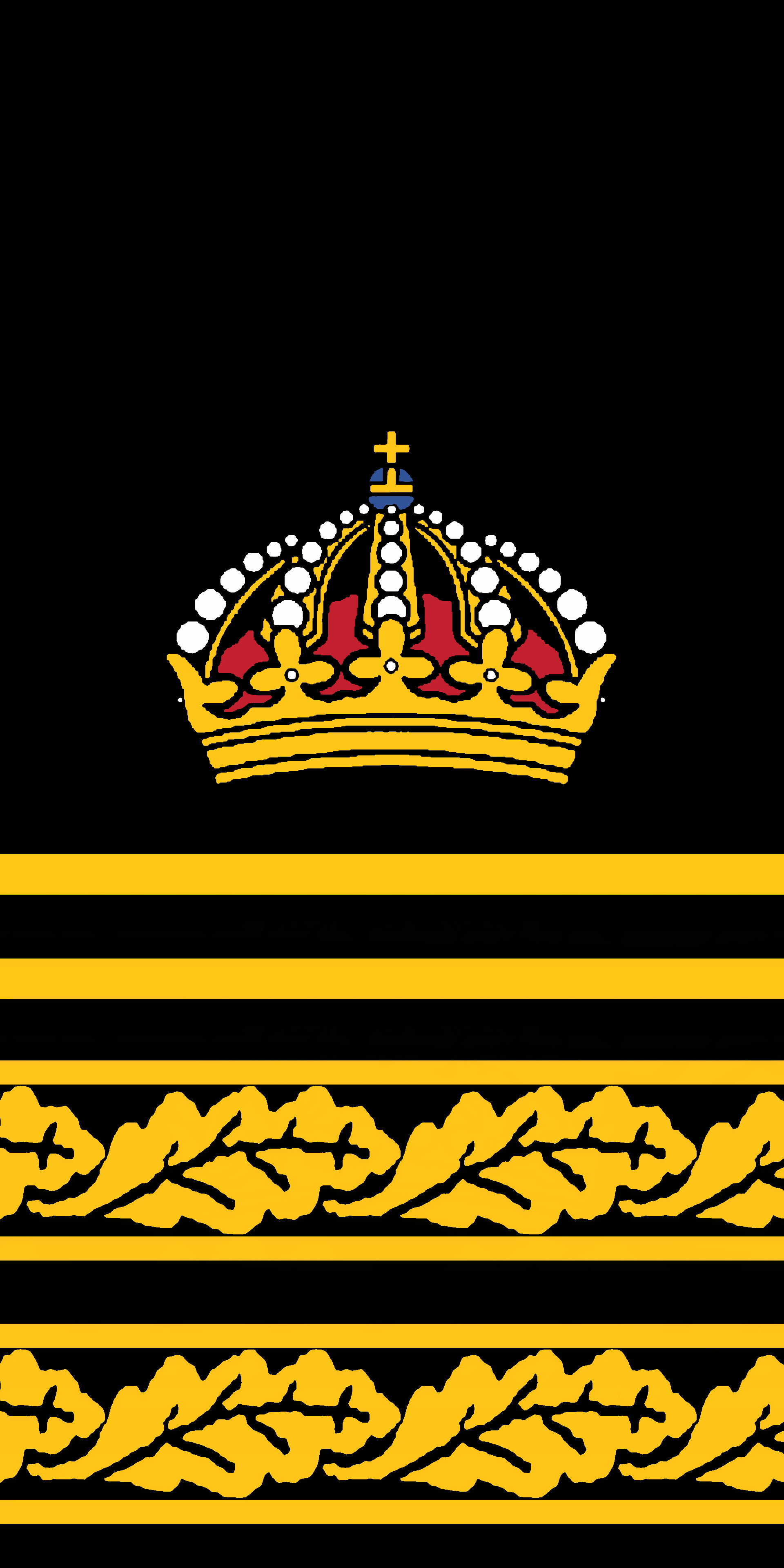
Gradbeteckningen för poliskommissarie med anställning som sektionschef.

## Finland
I Finlands polis motsvaras en svensk poliskommissarie av kommissarie, kriminalkommissarie, och lärare vid polislärinrättning med tjänsteexamen för polisbefäl. En svensk poliskommissarie med särskild tjänsteställning motsvaras av överkommissarie, kriminalöverkommissarie, kommissarie vid polisens högsta ledning och länskommissarie.

## Poliskommissarie i andra länder
I Tyskland  motsvaras Polizeikommissar av polisinspektör i Sverige. I Österrike motsvaras Kommissär av polissekreterare. I Frankrike motsvaras Commissaire de Police av polisintendent.

## Motsvarighet till poliskommissarie
Motsvarigheten till en svensk poliskommissarie kallas i Norge Politioverbetjent, i Danmark Vicepolitiinspektør, på Island Varðstjóri, i Storbritannien Inspector, i Tyskland Polizeihauptkommissar, i Österrike Abteilungsinspektor, i Frankrike Capitaine och i Italien Ispettori (polisen) eller Maresciallo (karabinjärerna).
Motsvarigheten till en svensk poliskommissarie med särskild tjänsteställning kallas i Norge Politistasjonssjef eller Lensmann, i Danmark Politiinspektør, på Island Aðalvarðstjóri, i Storbritannien Chief Inspector, i Tyskland Erster Polizeihauptkommissar, i Österrike Kontrollinspektor, i Frankrike Commandant och i Italien Ispettore Superiore (polisen) eller Primo Maresciallo (karabinjärerna).